# アレッサンドロ・アルニ・ブラビ
アレッサンドロ・アルニ・ブラビ（Alessandro Alunni Bravi、1974年11月23日 - ）は、イタリア出身の弁護士であり、レーシングチームのマネージャーや法律顧問として特に知られる。
2023年から2024年にかけて、フォーミュラ1（F1）のアルファロメオ・レーシング及びザウバーでチーム代表を務めた。

## 経歴
アルニ・ブラビは、少年時代に生まれ故郷のウンベルティデに所在するウンベルティデ・サーキットを訪れ、そこでレースの虜となった。
学業においては法律の道へと進み、ペルージャ大学で民法を学んだ。
モータースポーツが好きだったことに加えて、大学の学費を稼ぐ目的もあって、2001年にイタリアのモータースポーツ雑誌である『オートスプリント』誌でジャーナリストとして働き始め、モータースポーツとの仕事の上での関わりはここから始まった。大学は2002年に卒業し、アルニ・ブラビは大学の講師の仕事を始め、弁護士としても働き始めたが、その後も『オートスプリント』における仕事と後述するコローニの仕事をしばらく兼業した。

### コローニ - WRC - トライデント
2002年、アルニ・ブラビは、大学講師の仕事をしていた際に地元ペルージャのレーシングチームであるコローニの仕事を紹介され、法律顧問として加入し、マネージングディレクター兼チームマネージャーも任された。当時のコローニは国際F3000で戦っており、同年にチームはチーム選手権で2位に入る健闘を見せた。
この時期に、イタリアのモータースポーツ界で大きな権力を持っていたパスクアーレ・ラットゥネドゥから、カリアリ・サーキットで2003年に開催予定だったユーロF3000のレースの法的手続きを依頼された。この時の仕事ぶりが評価され、アルニ・ブラビはイタリア国内で開催される他のレースイベントでも大きな役割をラットゥネドゥから与えられるようになった。
2003年からアルニ・ブラビはモータースポーツへの関与をさらに深め、世界ラリー選手権（WRC）の一戦であるラリー・イタリア・サルディニアのゼネラルマネージャーを2年間務め、同ラリーの2004年の初開催に向けて尽力した。
2005年に、新たに設立されたトライデント・レーシングに加入し、チーム代表兼マネージングディレクターに就任した。同チームは2005年に開催が始まったGP2シリーズに参戦するべく立ち上げられたイタリア国籍のチームで、2006年からGP2に参戦を始め、初年度に年間ランキング6位となった。
2008年から2010年にかけては、当時、世界ツーリングカー選手権（WTCC）などに参戦していたNテクノロジーでマネージングディレクターを務めた。

### ARTグランプリ / スパークレーシングテクノロジー
2008年にGP2シリーズのライバルであるARTグランプリに移って法律顧問となり、同チームの経営者であるフレデリック・バスールや、共同創設者であるニコラス・トッドとの関係が始まった。
アルニ・ブラビはバスールが新たに設立したスパークレーシングテクノロジー社（フォーミュラE用の車体の開発と供給を主な業務としている）でも法律顧問を任され、トッドとの関係により、ドライバーマネージメント業にもこの時期から進出を始めた（別記）。
後述するように、アルニ・ブラビは2017年から主にザウバーに関与するようになったが、ARTグランプリとスパークレーシングテクノロジー社では、その後も引き続き法律顧問を務めている（2023年時点）。

### ザウバー
2017年7月、アルニ・ブラビはザウバー・グループの法律顧問に就任し、同社の取締役会に席を得るとともに、傘下企業であるザウバー・モータースポーツ社とザウバー・エアロダイナミック社（後のザウバー・テクノロジーズ社）のマネージングディレクターに任命された。
2022年3月に同社が運営するF1チームであるアルファロメオ・レーシングのマネージングディレクターに任命され、翌2023年には、バスールの後任としてチーム代表に任命された（従前のマネージングディレクター職と兼務）。この人事は、マネージングディレクターとして、同チームの財務、IT、マーケティング、人材活用といった各分野でアルニ・ブラビが見せた手腕がオーナーであるフィン・ラウジングや、ザウバー・モータースポーツ社の新CEOであるアンドレアス・ザイドル（2022年12月就任）から高い評価を得たためだと考えられている。
この際、チームがアルニ・ブラビに与えた肩書は、前任のバスールらが使用していた「Team Principal」ではなく、「Team Representative」というものに変更されている。これは、よりフラットな組織とすることを望んだザイドルの意向が反映されたものだと考えられており、アルニ・ブラビが（権限の上で）バスールの直接の後任というわけではないことを示唆しているとも指摘されている。
就任を後押ししたザイドルが2024年7月にチームを離脱した後もアルニ・ブラビは同職に留まったが、もう一人の後ろ盾だったラウジングが保有していたザウバー株をアウディに売却し終えたことに伴って、アルニ・ブラビは2025年1月末をもってザウバーを去ることになった。

### マクラーレン
2025年2月よりマクラーレンに移籍し、管理業務を統括するチーフ・ビジネス・アフェアーズ・オフィサー（CBAO）に就任した。

## モータースポーツエージェント
ARTグランプリとの関与が始まった2008年頃、アルニ・ブラビは同チームの共同創設者であるニコラス・トッドが営んでいたもうひとつの事業である、オール・ロード・マネージメント社（All Road Management）との関与を始め、ドライバーのマネージメント業にも進出を始めた。
2016年には、アルニ・ブラビは独自のマネージメント企業であるトラステッド・タレント・マネージメント社（Trusted Talent Management。通称「TTM」）を設立した。TTM社では、ロバート・クビサ、クリスチャン・ルンガー、ジャンマリア・ブルーニ、ストフェル・バンドーンらのマネージメントを行っている。

## 年譜
多岐に及ぶため、主なもの（レース関連）のみ。
- 2000年 - 2001年　『ロンボ（イタリア語版）』誌・ジャーナリスト
- 2001年 - 2003年　『オートスプリント（イタリア語版）』誌・ジャーナリスト
- 2002年 - 2003年　コローニ・マネージングディレクター、チームマネージャー
- 2003年 - 2005年　Europe Team Sardinia A.S.・ゼネラルマネージャー ※2004年から2005年にかけてCEO。
- 2005年 - 2008年　トライデント・レーシング（英語版）・チーム代表、マネージングディレクター
- 2008年 - 2010年　Nテクノロジー（英語版）・マネージングディレクター[3]
- 2008年 - 2016年　オール・ロード・マネージメント社・法律顧問
- 2014年 - 2016年　ビレル（英語版）・法律顧問
- 2017年 - 2021年　TCRユーロシリーズ社

### 現在
年は就任年を記載。
- 2010年　ARTグランプリ・法律顧問
- 2010年　スパーク・レーシング・テクノロジー・法律顧問
- 2017年1月　トラステッドタレントマネージメント社（TTM）・創業者[3]
- 2017年7月　ザウバーグループ・法律顧問[3]
- 2017年7月　ザウバーグループ傘下各社・法律顧問、マネージングディレクター[3]
- 2018年　ノルダウト
- 2023年　アルファロメオ・レーシング・チーム代表
- 2025年　マクラーレン・レーシング チーフ・ビジネス・アフェアーズ・オフィサー

## 人物
数か国語を話し、仕事についても貪欲な姿勢で臨んでいるが、物静かな雰囲気の人物だと言われている。